# Pristen (Lgow)
Pristen (russisch Пристень) ist ein Dorf (derewnja) in der Oblast Kursk in Russland. Es gehört zum Rajon Lgow und zur Landgemeinde (selskoje posselenije) Gustomojski selsowjet.

## Geographie
Der Ort liegt gut 79 km Luftlinie westlich des Oblastverwaltungszentrums Kursk im südwestlichen Teil der Mittelrussischen Platte, 15 km nordwestlich des Rajonverwaltungszentrums Lgow, 8 km vom Sitz des Dorfsowjet – Gustomoj, 41 km von der Grenze zwischen Russland und der Ukraine, am Fluss Seim.

### Klima
Das Klima im Ort ist wie im Rest des Rajons kalt und gemäßigt. Es gibt während des Jahres eine erhebliche Niederschlagsmenge. Dfb lautet die Klassifikation des Klimas nach Köppen und Geiger.

## Bevölkerungsentwicklung
| Jahr | Einwohner |
| ---- | --------- |
| 2002 | 81        |
| 2010 | 48        |

Anmerkung: Volkszählungsdaten

## Verkehr
Pristen liegt, 8,5 km von der Straße regionaler Bedeutung 38K-017 (Kursk – Lgow – Rylsk – Grenze zur Ukraine) als Teil der Europastraße E38, an der Straße interkommunaler Bedeutung 38N-343 (38K-017 – Banischtschi – Pristen) und 13 km von der nächsten Eisenbahnhaltestelle 387 km (Eisenbahnstrecke 322 km – Lgow-Kijewskij) entfernt.
Der Ort liegt 158 km vom internationalen Flughafen von Belgorod entfernt.